# Pervis Pasco
Pervis Lee Pasco (Clearwater, 22 maggio 1980) è un ex cestista statunitense.

## Carriera
Nel 2000 frequenta lo junior college Pensacola e poi gioca due anni nella NCAA a Kansas State. Disputa delle discrete stagioni ma la sua avventura con i Wildcats termina nel modo peggiore, contro Colorado, nella partita di apertura del torneo della Big 12, con la sua squadra avanti di due punti a tre secondi dalla fine, intercetta un lungo passaggio ma credendo che il tempo fosse finito corre festeggiando con la palla in mano, gli arbitri fischiano infrazione di passi e Colorado vince la partita con un tiro da tre all'ultimo secondo.
Dopo la delusione al college, gioca in Bahrain, dove vince il campionato e l'anno successivo si sposta in Turchia. Nel 2005 la sua prima esperienza in Italia con Teramo, si mette in luce nell'all-star game vincendo la gara delle schiacciate. Una parentesi in Corea, dove rivince la gara delle schiacciate ma viene espulso dalla lega per aver spintonato un arbitro, e torna in Italia alla Scavolini Pesaro. Il suo rendimento non convince la dirigenza pesarese e quindi lascia le Marche per approdare alla Nuova Sebastiani. La stagione successiva Pasco lascia Rieti per volare in Francia giocando per lo Strasburgo.